# Lingapur, Badami
Lingapur là một làng thuộc tehsil Badami, huyện Bagalkot, bang Karnataka, Ấn Độ.